# Waves (Mr. Probz)
Waves è un singolo del rapper olandese Mr. Probz, pubblicato il 22 novembre 2013 come primo estratto dal primo EP Against the Stream.

## Versione Robin Schulz Remix

### Prima versione
Il singolo è stato remixato dal DJ tedesco Robin Schulz e questa versione è stata pubblicata il 4 febbraio 2014 come primo singolo estratto dall'album Prayer di Robin Schulz dalle etichette musicali Left Lane, Ultra Music ed Epic Records. È stata scritta da Dennis Princewell Stehr e prodotta dagli stessi interpreti e da Robin Schulz. Questa versione della durata di 3 minuti e 28 secondi (3 minuti e 50 secondi nel video) ha portato al successo internazionale questo singolo, mentre in Italia è arrivato alla 2ª posizione.

### Versione americanaalternate version
Nella versione alternate version pubblicata l'11 novembre 2014, collaborano anche il rapper T.I. e il cantante Chris Brown, entrambi statunitensi. La durata di questa versione è di 3 minuti e 5 secondi.

## Video ufficiale
Il video ufficiale è stato girato a Tulum, in Messico ed è stato pubblicato il 3 febbraio 2014. Il video fa vedere un'isola deserta e delle serate in discoteca; le star del video sono la bielorussa Maryna Linchuk e il britannico James Penfold.

## Classifiche
| Classifica (2013-14) | Posizione massima |
| -------------------- | ----------------- |
| Australia            | 3                 |
| Belgio               | 1                 |
| Nuova Zelanda        | 3                 |
| Paesi Bassi          | 6                 |
| Sudafrica            | 5                 |

| Classifica (2014) | Posizione massima |
| ----------------- | ----------------- |
| Austria           | 1                 |
| Belgio            | 1                 |
| Canada            | 10                |
| Danimarca         | 3                 |
| Finlandia         | 3                 |
| Francia           | 3                 |
| Germania          | 1                 |
| Italia            | 2                 |
| Norvegia          | 1                 |
| Spagna            | 2                 |
| Svezia            | 1                 |
| Svizzera          | 1                 |
| Ungheria          | 3                 |